# Margaret Cool Root
 Margaret Cool Root (* 1947) ist eine US-amerikanische Archäologin. Ihr Spezialgebiet ist das Achämenidenreich in der Interaktion mit dem antiken Griechenland. Ihre Forschung konzentriert sich auf Fragen der Kunst- und Sozialgeschichte, insbesondere auf Studien zu Ikonographie, Stil und Identitätspolitik.

## Leben
Margaret Cool Root studierte am Bryn Mawr College, wo sie sowohl ihren Bachelor als auch ihren Ph.D. erwarb. 1978 kam sie an die University of Michigan, wo sie seit 1992 eine Professur für Vorderasiatische und Klassische Kunst und Archäologie innehat und Kuratorin des Kelsey Museum of Archaeology ist. Ihre Dissertation erschien 1979 in einer revidierten und erweiterten Form unter dem Titel The King and Kingship in Achaemenid Art: Essays on the Creation of an Iconography of Empire.
Margaret Cool Root erhielt viele Ehrungen und Stipendien, darunter ein Guggenheim-Stipendium 1985, Stipendien der Samuel-H.-Kress-Stiftung 1993, der National Endowment for the Humanities 1993–1995 und der gemeinnützigen Stiftung Iran Heritage Foundation 1999.

## Veröffentlichungen (Auswahl)
- The King and Kingship in Achaemenid Art: Essays on the Creation of an Iconography of Empire (= Acta Iranica. Band 19). Brill, Leiden 1979 (Digitalisat).
- The Parthenon Frieze and the Apadana Reliefs at Persepolis: Reassessing a Programmatic Relationship (=American Journal of Archaeology. Band 89, 1985, S. 103–120.)
- Evidence from Persepolis for the Dating of Persian and Archaic Greek Coinage (=The Numismatic Chronicle. Band  148). London 1988.
- The Persian Archer at Persepolis: Aspects of Chronology, Style and Symbolism. In: Raymond Descat (Hrsg.): L’or perse et l’histoire grecque. Table ronde CNRS, Bordeaux, 20–22 mars 1989 (= Revue des Études Anciennes 91). Paris 1989, S. 33–50.
- mit Amélie Kuhrt, Heleen Sancisi-Weerdenburg: The Persian Empire: Continuity and Change (=Achaemenid History. Band 8). Leiden 1994.
- The Persepolis Fortification Tablets: Archival Issues and the Problem of Stamps versus Cylinder Seals. In: M.-F. Boussac, A. Invernizzi (Hrsg.): Archives et sceaux du monde hellénistique / Archivi e sigilli nel mondo ellenistico. Torino, Villa Gualino 13–16 Januar 1993 (= Bulletin de Correspondance Hellénique Supplément 29). Athen 1996, S. 3–27.
- Cultural Pluralisms on the Persepolis Fortification Tablets. In: M.-F. Boussac (Hrsg.): Recherches récentes sur l’Empire achéménide (= Topoi 7, Suppl. 1).  Lyon 1997, S. 229–252.
- mit Mark B. Garrison: Seals on the Persepolis Fortification Tablets. Volume I: Images of Heroic Encounter (=Oriental Institute Publications. Band 117). Chicago 2001 (Digitalisat).
- Medes and Persians. Reflections on Elusive Empires (=Ars Orientalis. Band 32). University of Michigan 2002.
- This Fertile Land: Signs and Symbols in the Early Arts of Iran and Iraq. Kelsey Museum of Archaeology, Ann Arbor 2005.
- The legible image: how did seals and sealing matter in Persepolis? In:  L’archive des fortifications de Persépolis - état des questions et perspectives de recherches (= Persika. Band 12). Paris 2009, S. 87–148.
- Palace to Temple – King to Cosmos: Achaemenid Foundation Texts in Iran. In: M. J. Boda, J.R. Novotny (Hrsg.): From the Foundations to the Crenellations: Essays on Temple Building in the Ancient Near East and Hebrew Bible. Münster 2010, S. 165–210.
- Elam in the Imperial Imagination: From Nineveh to Persepolis. In: J. Alvarez-Mon, M.B. Garrison (Hrsg.): Elam and Persia. Eisenbrauns, Winona Lake 2011, S. 419–474.
- Defining the Divine in Achaemenid Persian Kingship: The View from Bisitun. In: L. Mitchell, C. Melville (Hrsg.): Every Inch a King: Comparative Studies on Kings and Kingship in the Ancient and Medieval Worlds. Brill, Leiden 2013, S. 23–65.
- Achaemenid Imperial Architecture: Performative Porticoes of Persepolis. In: S. Babaie, T. Grigor (Hrsg.): Persian Architecture and Kingship: Displays of Power and Politics in Iran from the Achaemenids to the Pahlavis.  London 2015, S. 1–63.
- Kunst und Rhetorik eines Imperiums. Königsdarstellungen im Achämenidenreich. In: Badisches Landesmuseum (Hrsg.): Die Perser. Am Hof der Großkönige. WBG, Darmstadt 2021, S. 20–25.

## Festschrift
- Elspeth R. M. Dusinberre, Mark B. Garrison, Wouter F. M. Henkelman: The Art of Empire in Achaemenid Persia: Studies in Honour of Margaret Cool Root (=Achaemenid History. Band 16). Peeters Publishers, 2020. ISBN 978-90-429-3922-6.